# Rhys Salcombe
Rhys Salcombe ist ein walisisch-kanadischer Filmtechniker für Visuelle Effekte.

## Karriere
Salcombe stammt aus Wales und machte einen erstklassigen Abschluss an der Swansea Metropolitan University. Er begann seine Karriere 2006 bei dem Produktionsunternehmen DNEG in London mit dem Film Harry Potter und der Orden des Phönix. Später zog er mit DNEG nach Vancouver. Danach arbeitete er an weiteren Hollywoodproduktionen aus dem Marvel Cinematic Universe und weiteren Blockbustern. Bereits 2018 erhielt er einen VES Award für seine Arbeit an Blade Runner 2049 von Regisseur Denis Villeneuve. Für ihn arbeitete er auch an Dune. Beim zweiten Teil Dune: Part Two erhielt er 2025 bei über zehn Festivals Auszeichnungen für die Visuellen Effekte. Bei der Oscarverleihung 2025 wurde er zusammen mit Paul Lambert, Stephen James und Gerd Nefzer in der Kategorie Beste visuelle Effekte ausgezeichnet.
Salcombe lebt und arbeitet in Vancouver.

## Filmografie (Auswahl)
- 2007: Harry Potter und der Orden des Phönix
- 2011: Captain America: The First Avenger
- 2012: Les Misérables
- 2013: Thor – The Dark Kingdom
- 2014: Godzilla
- 2015: Mission: Impossible – Rogue Nation
- 2015: James Bond 007: Spectre
- 2016: Star Trek Beyond
- 2017: Blade Runner 2049
- 2018: 2.0
- 2019: Godzilla II: King of the Monsters
- 2020: Greyhound – Schlacht im Atlantik
- 2021: Dune
- 2022: Bullet Train
- 2022: Lou
- 2022: Schlummerland
- 2024: Dune: Part Two

## Auszeichnungen (Auswahl)
- 2017: VES-Award-Nominierung in der Kategorie Herausragendes Modell in einem fotorealistischen Film für Star Trek Beyond
- 2018: VES Award in der Kategorie Herausragende künstliche Umgebung in einem fotorealistischen Film für Blade Runner 2049
- 2022: VES-Award-Nominierung Herausragende künstliche Umgebung in einem fotorealistischen Film für Dune
- 2025: VES-Award-Nominierung in der Kategorie Herausragende visuelle Effekte in einem fotorealistischen Film für Dune: Part Two
- 2025: CIC Award in der Kategorie Beste visuelle Effekte für Dune: Part Two
- 2025: NDFS Award in der Kategorie Beste Effekte für Dune: Part Two
- 2025: Gold Derby Award in der Kategorie Beste visuelle Effekte für Dune: Part Two
- 2025: Satellite-Award-Nominierung in der Kategorie Beste visuelle Effekte für Dune: Part Two
- 2025: Critics’ Choice Movie Award in der Kategorie Beste visuelle Effekte für Dune: Part Two
- 2025: BAFTA in der Kategorie Beste visuelle Effekte für Dune: Part Two
- 2025: Oscar in der Kategorie Beste visuelle Effekte für Dune: Part Two